# Moderskapets kval och lycka
Moderskapets kval och lycka är en svensk dramafilm från 1945 i regi av Ivar Johansson. Filmen hade Sverigepremiär den 19 september 1945 i Stockholm. Filmen har aldrig visats i TV.

## Handling
Eva-Maria Dahl får av en läkare veta att hon ska få barn. Eva-Maria vet att hon tidigare varnats för detta för sin svaga hälsa, men doktorn tror det hela kommer att gå bra bara Eva-Maria undersöker sig regelbundet.

## Rollista i urval
- Birgit Rosengren - Eva-Maria Dahl
- Björn Berglund - Erik Dahl
- Ruth Moberg - Kerstin Manell
- Allan Bohlin - Sture Manell
- Marianne Löfgren - Doris Clarin, mannekäng
- Anna-Lisa Baude - fru Berg
- Anna Lindahl - Aino Söderlund, kurator
- Barbro Ribbing - fröken Anna Skog
- Millan Bolander - översköterskan Märta
- Lisskulla Jobs - Ellen Karlsson
- Elof Ahrle - Svenne Karlsson
- Gösta Cederlund - doktor Blom
- Sten Lindgren - underläkare
- Nils Kihlberg - Clarin
- Börje Mellvig - gynekolog
- Carl Cramér - narkosläkare